# Werner Mauss
Werner Mauss (Essen, 11 de febrero de 1940) es un espía alemán.

## Biografía

### Trabajo en Colombia
Werner Mauss fue enviado a Colombia, al lado de su esposa Isabel Seidel, como jefe de una misión alemana que llegó a mediados de julio de 1983. La misión consistía en negociar con la guerrilla colombiana, Ejército de Liberación Nacional (ELN), quienes habían secuestrado a un grupo de ingenieros alemanes y proteger otros intereses alemanes en Colombia. Mauss se ganó la confianza de los guerrilleros y en poco tiempo los rehenes fueron liberados, además de que lograron que el ELN no atacara más a la multinacional alemana Mannesmann si los pactos se respetaban.
Mauss logró conocer detalles de la estructura e ideología del ELN. Durante los cinco años que perduraron las negociaciones para liberar a los ingenieros alemanes, la guerrilla del ELN pasó a ser una guerrilla más poderosa y rica.
En mayo de 1988, dos cónsules alemanes, dos ciudadanos suizos, un diplomático francés, un ciudadano sueco y cinco corresponsales, de los cuales dos eran extranjeros, fueron secuestrados por el ELN. La guerrilla pedía que se nacionalizara la industria petrolera. Una vez más Mauss intercedió ante los guerrilleros para que se liberaran a los secuestrados. Las relaciones entre la guerrilla del ELN y el gobierno de Helmut Kohl se fortalecieron. En 1988, una delegación de guerrilleros del ELN viajó a Alemania, donde visitaron el parlamento alemán (Bundestag) y organizaciones de derechos humanos europeas. Con una relación calmada entre el gobierno alemán y el ELN en 1990 los Mauss se fueron de Colombia.

### Misión en Asia
A mediados de 1995 los Mauss estaban en una misión en Asia que pretendía capturar a un grupo de terroristas que había cometido atentados en Europa.

### Regreso a Colombia
Mauss fue ordenado por el gobierno alemán de regresar a Alemania para recibir una nueva misión. La misión consistía en negociar con la cúpula del ELN unas posibles negociaciones de paz con el gobierno del presidente colombiano Ernesto Samper. El 8 de noviembre de 1995, Mauss se reunió con los comandantes guerrilleros del ELN, alias Antonio García y Nicolás Rodríguez Bautista alias Gabino. Tras terminar su tarea en Colombia, Mauss regresó a Alemania con documentos en los que los comandantes del ELN pedían coordinar un viaje a Europa para ellos y visitar varios países. A principios de 1996, alias Antonio García y 18 guerrilleros más del ELN viajaron a Europa con una autorización especial, en un tour que perduró por cerca de seis meses y en el que visitaron los países de España, Suiza, Francia, Italia, Países Bajos y Noruega. En Italia, aprovecharon para visitar la Ciudad del Vaticano donde el plan de paz recibió la bendición de la Iglesia católica.
A mediados de abril de 1996, los Mauss regresaron a Colombia para informarle al gobierno Samper sobre los avances en las negociaciones. Entre los presentes estaban el ministro Horacio Serpa, Carlos Villamil Chaux y el embajador de Alemania en Colombia Schmidbauer. Uno de los problemas que surgieron para que las negociaciones se llevaran a cabo, fue que el gobierno alemán quería incluir el narcotráfico en la agenda del plan de paz, a lo cual el gobierno estadounidense se opuso.

### Arresto en Colombia
En noviembre de 1996 los Mauss fueron a Colombia para negociar el rescate de la ciudadana alemana Brigitte Schoene, esposa del presidente de la empresa BASF en Colombia. Al intentar abordar una avioneta en el Aeropuerto Internacional José María Córdova de Rionegro, departamento de Antioquia, los Mauss fueron arrestados por el Comando Anti-Extorsión y Secuestro (CAES) de la Policía Nacional de Colombia. La Fiscalía General de la Nación los acusó de secuestro y extorsión. Los Mauss, desconocidos para la opinión pública colombiana en ese momento, recibieron amplia cobertura de los medios de comunicación y fue cuando salieron a relucir las negociaciones clandestinas de los Mauss para lograr una negociación de paz entre el gobierno Samper y el ELN. Los Mauss fueron encarcelados y la negociación con el ELN no progresó. La mesa de paz se hubiera instalado el 16 de diciembre de 1996 en Alemania y un posible cese al fuego a partir del 1 de enero de 1997 junto con la liberación de secuestrados en mal estado de salud.

### Acuerdo de Maguncia
En diciembre de 1997, Werner Mauss y su esposa Isabel Seidel, visitaron los campamentos del ELN en Colombia para tratar de reactivar el proceso nuevamente. Los Mauss fueron absueltos por la justicia colombiana por su mediación en la liberación de Brigitte Schoene. Mauss reinició los contactos con el Comando Central (COCE) del ELN para discutir las bases del acuerdo de Maguncia, que acaba de ser firmado en Alemania y que básicamente contempla el desarrollo de la propuesta de la Convención Nacional. En esa ocasión no participó el gobierno de Ernesto Samper. Los acuerdos de Maguncia fueron censurados por la opinión pública debido a que en cierta forma legitiman la práctica del secuestro.